# Divisa de la piña

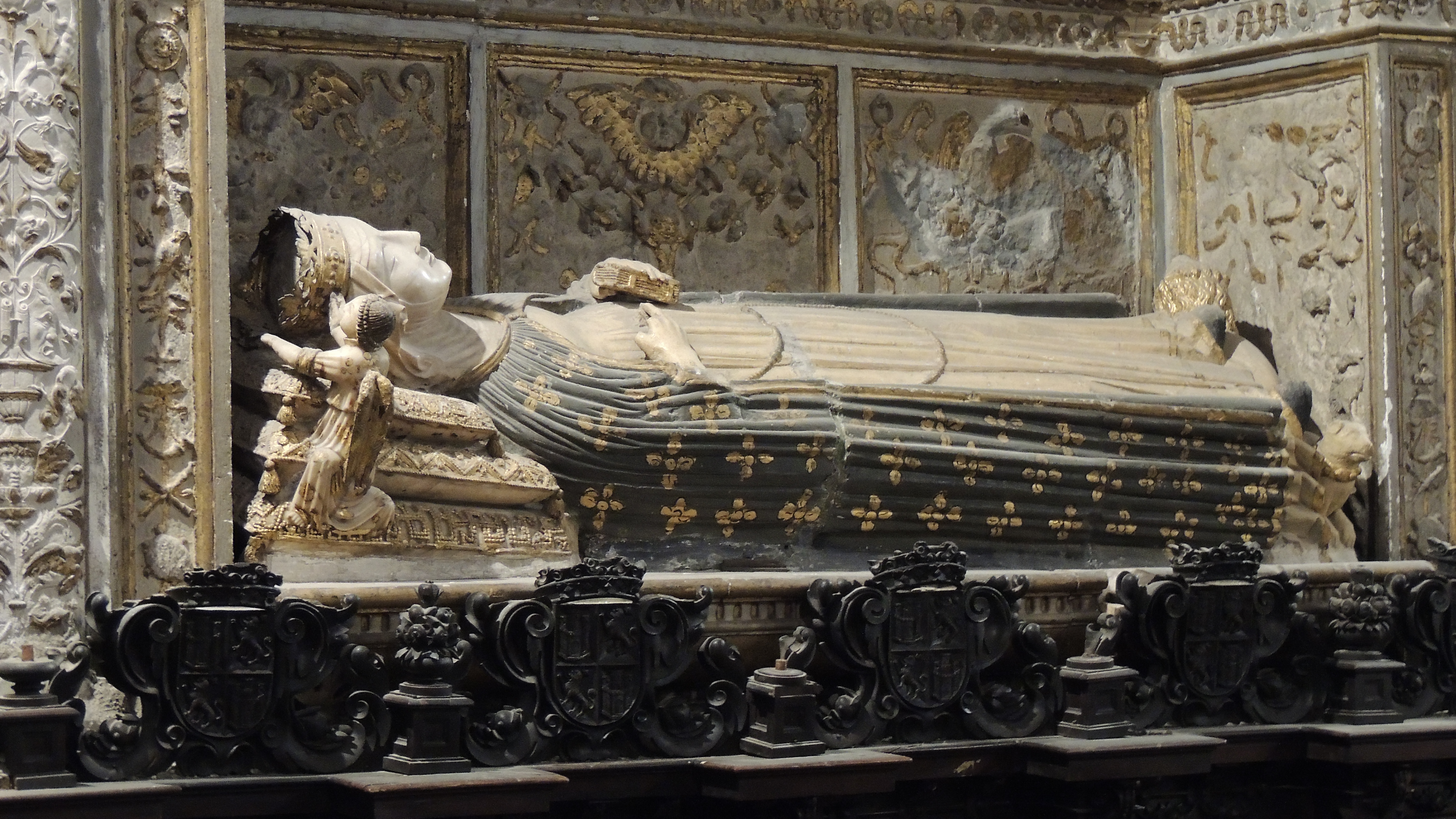
Sepulcro de Catalina de Lancaster, donde el almohadón está decorado con su divisa de la piña.

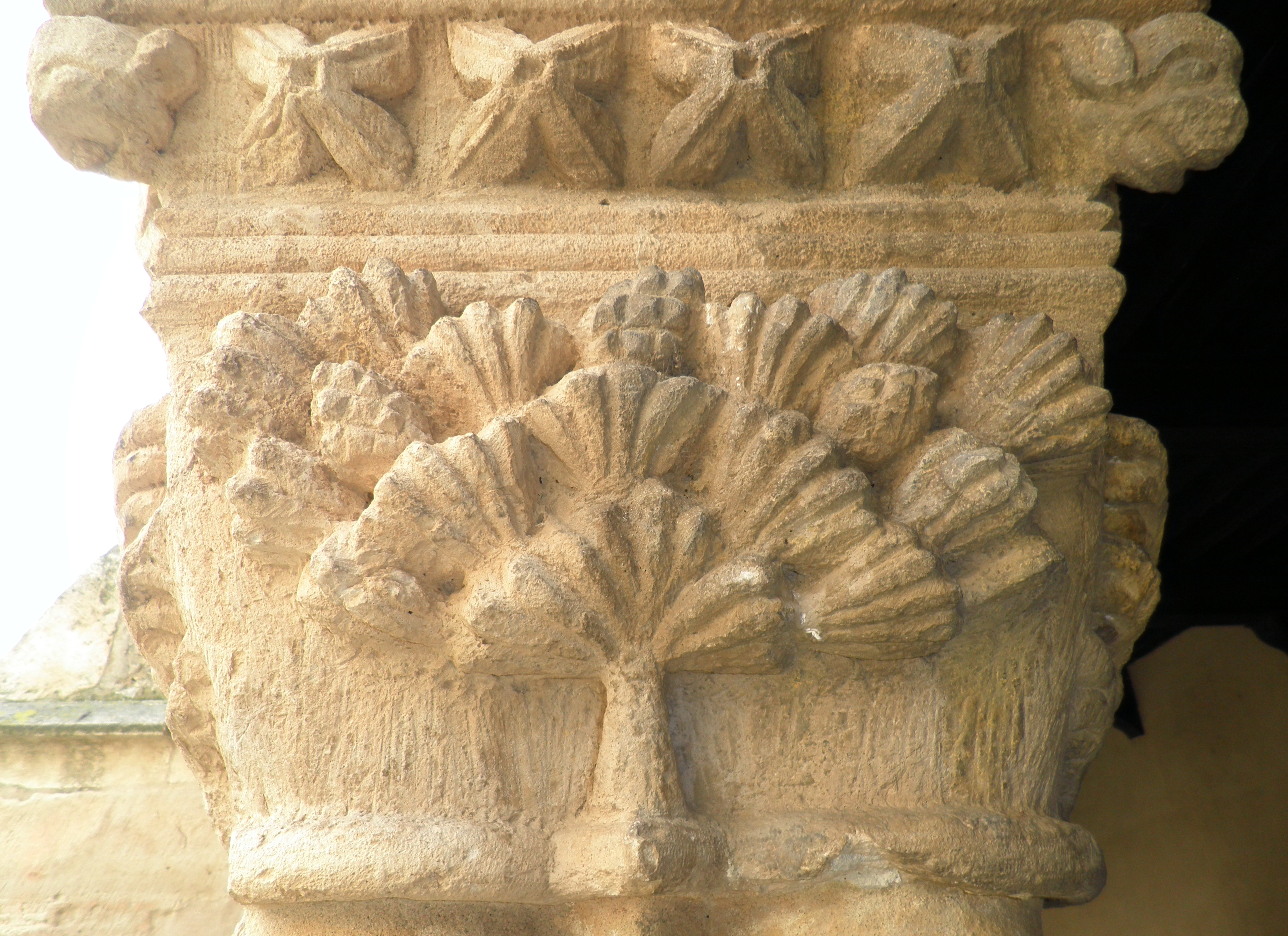
Capitel de santa María la Real, donde aparece un árbol decorado con piñas, divisa de la reina.

La divisa de la piña fue un emblema o divisa real adoptada por Catalina de Lancaster, reina consorte de Castilla por su matrimonio con Enrique III «el Doliente». Su importancia radica en constituir la primera divisa femenina de una reina de Castilla de la Casa de Trastamara.
Su adopción debió de estar motivada por su papel de reina regente de su hijo Juan II de Castilla entre 1407 y 1418, así como por su procedencia anglo-francesa, donde surgieron este tipo de emblemas y donde estaban más instauradas que en los reinos hispanos. Por este motivo, a ella se le atribuye haber importado a España la moda de las divisas. Aparece documentada por primera vez en una carta de Fernando de Antequera fechada en Sevilla el 4 de diciembre de 1410, y dirigida a todas las ciudades del reino, en la que como regente de Juan II, prohibió el uso de las divisas reales sin disponer de privilegio, en la que incluye la divisa de la reina Catalina.
El emblema consiste en una piña de color dorado en campo con forma de losange sostenido por dos grifos, como aparece representado en la capilla mayor de la iglesia del monasterio de santa María la Real o de la Soterraña en Santa María de Nieva (Segovia), fundación suya en 1392. Por ello la divisa se localiza repartida por diversas estancias del complejo monacal. También aparece en el almohadón sobre el que se apoya la cabeza de su estatua yacente, en su sepulcro ubicado en la capilla de los Reyes Nuevos de la catedral de Toledo. Otra representación de la divisa se puede encontrar decorando la pila bautismal de la iglesia de san Quirico y santa Julita de Covaleda (Soria).
Otro de los espacios en los que aparece representada la divisa es la Sala de las Galeras del Alcázar de Segovia, que ella misma ordenó levantar en 1412, así como en la Sala de las Piñas, construida por su nieto Enrique IV de Castilla siendo príncipe, en alusivo homenaje a su abuela.